# 德克尔·亚当
德克尔·亚当（匈牙利語：Decker Ádám，1984年2月29日—），匈牙利男子水球运动员。他曾代表匈牙利国家队参加2016年夏季奥林匹克运动会水球比赛，获得第五名。

## 家庭
弟弟德克尔·奥蒂洛。